# Torre de la Malmuerta (Còrdova)
La Torre de la Malmuerta és una torre albarrana de la ciutat espanyola de Còrdova. Situada en el barri de Santa Marina, va ser construïda a principis del segle segle xv i va trigar quatre anys a edificar-se.

## Història

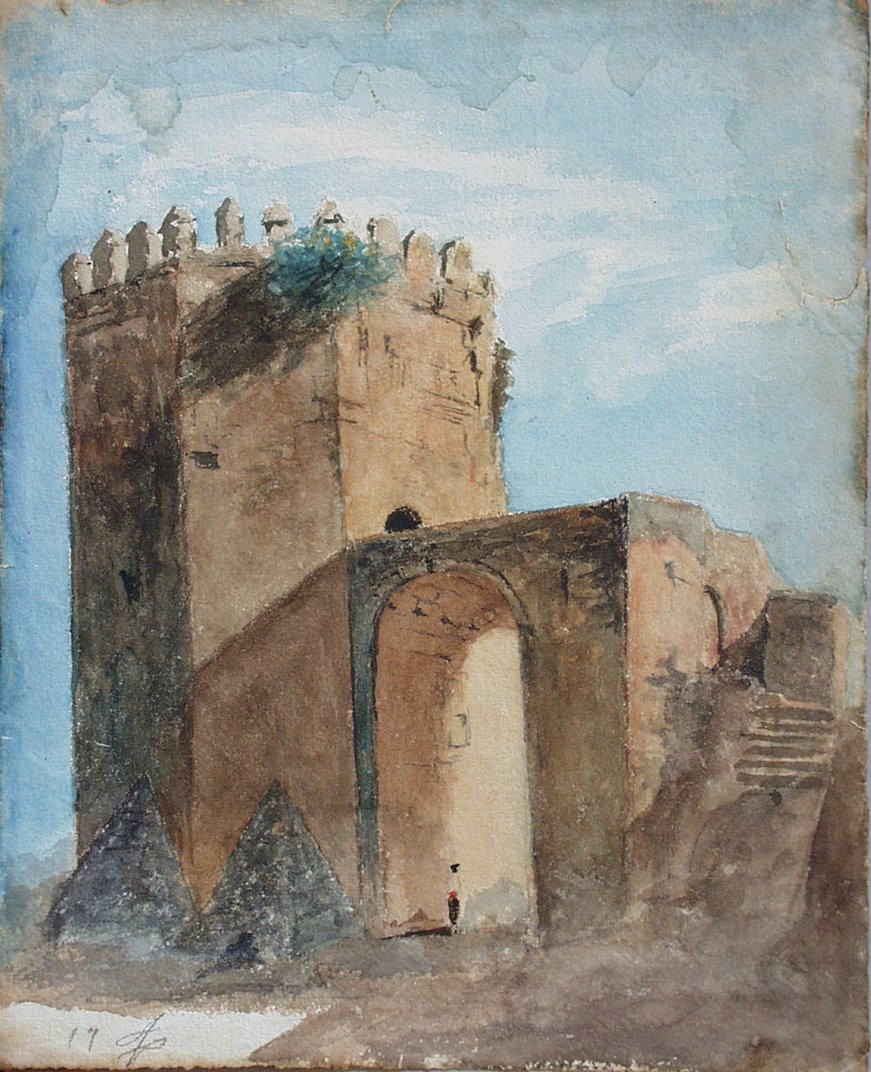
Vista de la torre en una aquarel·la d'Ángel Avilés Merino

Es va començar a edificar en 1404, acabant-se en 1408, i es va construir sobre les restes d'una torre musulmana. La seva missió consistia a defensar les portes del Rincón i del Colodro. La seva construcció va ser encarregada pel rei Enric III de Castella al primer corregidor de la ciutat de Còrdova, Penedro Sánchez. Sota l'arc es poden observar les armes reals i una inscripció que ja es llegia amb dificultat en 1873, i que apareixia recollida en el llibre Paseos por Córdoba, diu així:
| « | En el nombre de Dios: porque los buenos fechos de los Reyes no se olviden, esta torre mandó facer el muy poderoso Rey Don Henrique, é comenzóse á sentar en el año de nuestro Señor Jeso Christo de M.CCCCVI años, é sendo Obispo Don Fernando Deza, é oficiales por el Rey Diego Fernández, Mariscal, Alguacil Mayor, el Doctor Luis Sánchez, Corregidor, é regidores Fernando Díaz de Cabrera é Ruy Gutiérrez... é Ruy Alfonso... de Albolafia, é Fernan Gómez, é acabose en el año de M.CCCCVIII años. | » |

Perduda la seva funció defensiva, es va utilitzar com a presó per a nobles. Després, en el segle xviii, el savi cordovès Gonzalo Antonio Serrano realitzava les seves observacions astronòmiques des d'ella. Durant algun temps a la fi del segle xx va ser seu de la Federació d'Escacs.

## Descripció
De planta octogonal o vuitavada, la torre es recolza en un arc que talla la muralla que va fins a la Porta del Rincón. Sota l'arc es poden observar les armes reals i una inscripció gairebé esborrada que ha donat peu a una de les llegendes existents sobre aquesta torre. Està construïda amb pedra de cantería.
És massissa fins a l'altura de l'arc però a partir d'ell és buida, albergant unes estances des de les quals parteix una escala d'accés a la plataforma.

## Llegendes

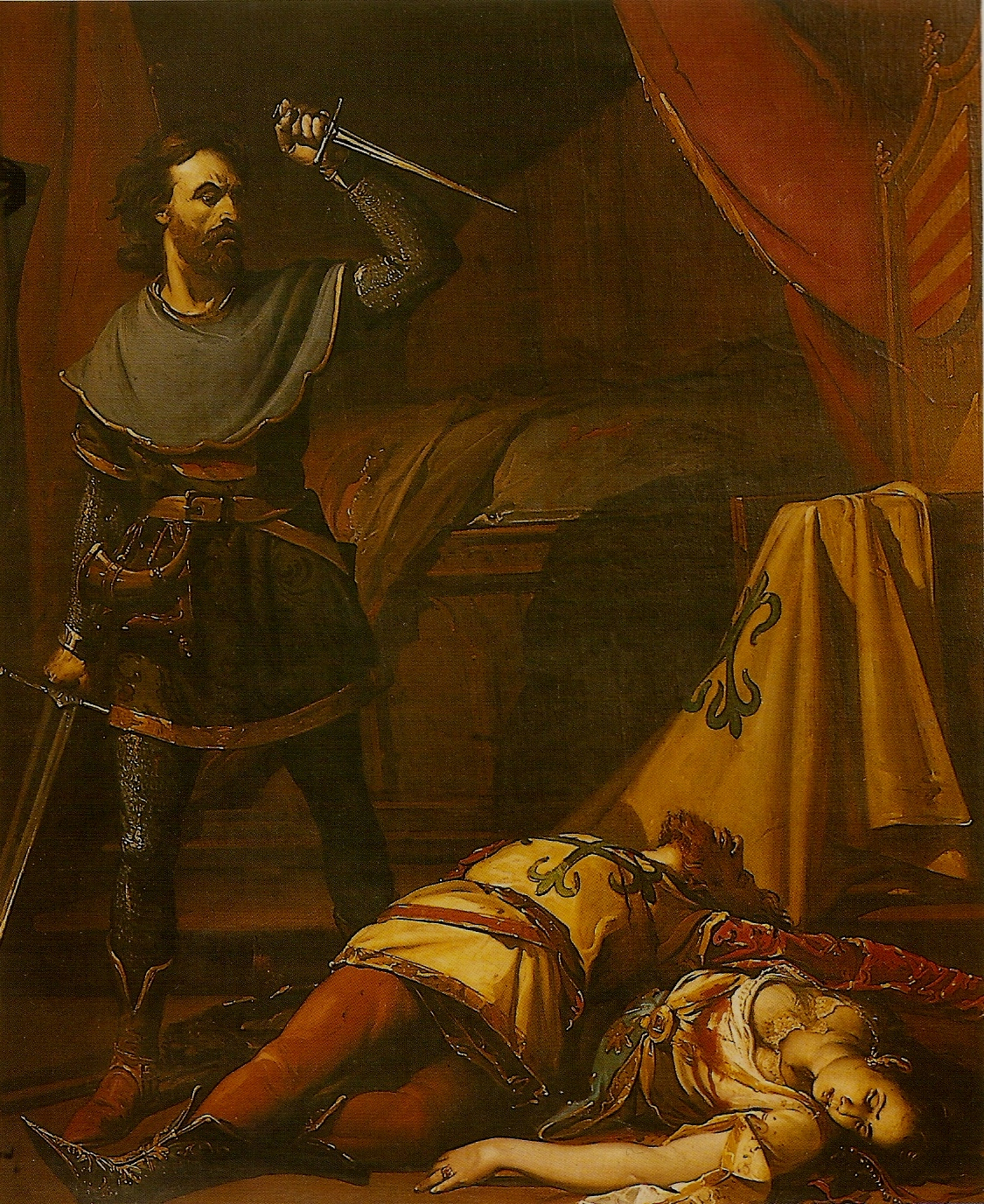
Llegenda dels comendadors de Còrdova. José María Rodríguez de Losada. 1872 (Diputació de Còrdova).

La llegenda de la torre de la Malmuerta, també coneguda com a llegenda dels comendadors de Còrdova, està basada en un fet històric ocorregut el 1448 a la ciutat de Còrdova. El protagonista va ser Fernando Alfons de Còrdova, cavaller Vint-i-quatre de la ciutat, qui va assassinar a la seva esposa, Beatriz de Hinestrosa, i a Jorge de Córdoba y Solier, comendador de Cabeza del Beuy, que l'havia seduït. A més va assassinar a Fernando Alfonso de Córdoba y Solier, germà de l'anterior i comendador de Moral, sent tots dos germans cavallers de l'Ordre de Calatrava i cosins de l'assassí. La venjança de Fernando Alfonso també va aconseguir altres individus, entre altres a diversos criats i familiars seus.
Tanmateix, la llegenda de la torre de la Malmuerta assenyala, sense cap fonament, que Fernando Alfonso de Córdoba va matar a la seva esposa, creient-la erròniament adúltera, per la qual cosa, penedit, va sol·licitar perdó al rei Joan II de Castella, qui segons la llegenda li va ordenar construir una torre a Còrdova com a expiació pel seu crim, anomenat-se des de llavors aquesta torre la Mal-morta. Tanmateix, la torre de la Malmuerta va ser construïda en realitat entre 1404 i 1408, durant el regnat d'Enric III de Castella. El protagonista de la llegenda, Fernando Alfonso de Córdoba, va morir a la ciutat de Còrdova en 1478 i va ser sepultat en la capella de sant Antoni Abat de la Mesquita-Catedral de Còrdova. En ella descansen també les restes mortals de la seva segona esposa, Constança de Baeza i Haro.
Una altra llegenda, independent de l'anterior, afirmava que si un genet, passant sota l'arc de la torre al galop fos capaç de llegir tota la inscripció, en aquest precís instant la torre s'esfondraria i de les seves entranyes sortiria un fabulós tresor que seria propietat de l'afortunat lector.